# Asplenium actiniopteroides
Asplenium actiniopteroides är en svartbräkenväxtart som beskrevs av A. Peter. Asplenium actiniopteroides ingår i släktet Asplenium och familjen Aspleniaceae. Inga underarter finns listade.